# Rue Louis-Braille
La rue Louis-Braille est une voie située dans le quartier du Bel-Air du 12e arrondissement de Paris.

## Situation et accès
La rue Louis-Braille est accessible à proximité par la ligne de métro 6 à la station Bel-Air. 
Elle débute en haut sur la place Sans-Nom (au dessus de la ligne de métro pour finir en bas sur l'avenue du Général-Michel-Bizot. 
Le prix moyen d'un appartement dans la rue Louis-Braille est de 9 487 € le m2 et celui d'une maison 8 624 € le m2.

## Origine du nom
Cette rue porte le nom de Louis Braille, professeur à l'Institut national des jeunes aveugles.

## Historique
Cette rue est détachée de la rue de Montempoivre par arrêté du 10 novembre 1885, approuvé par décret du 3 décembre 1885.

## Bâtiments remarquables et lieux de mémoire
- nos 9 et 21 rue Louis Braille: deux immeubles de style éclectique identiques, un en façade et l'autre en angle de rue. Construits en 1901 par l'architecte P. Volclair
- no 26 : « Immeuble plat »[2]
- La rue Louis-Braille compte plusieurs magasins : Les Compagnons du bâtiment de France (plomberie), Chocolat de Neuville (chocolaterie), GO2 (location de matériel de santé), Antar Bâtiment SARL (bâtiment), Fitness Price (club de sport), Syndicity (agence immobilière), Le Cachinet (restaurent), AMF menuiserie (menuiserie), Cabinet de Rhumatologue, Ambulance St Julien, Nikayo (Restaurant), Propradum Multiservice (nettoyage) .

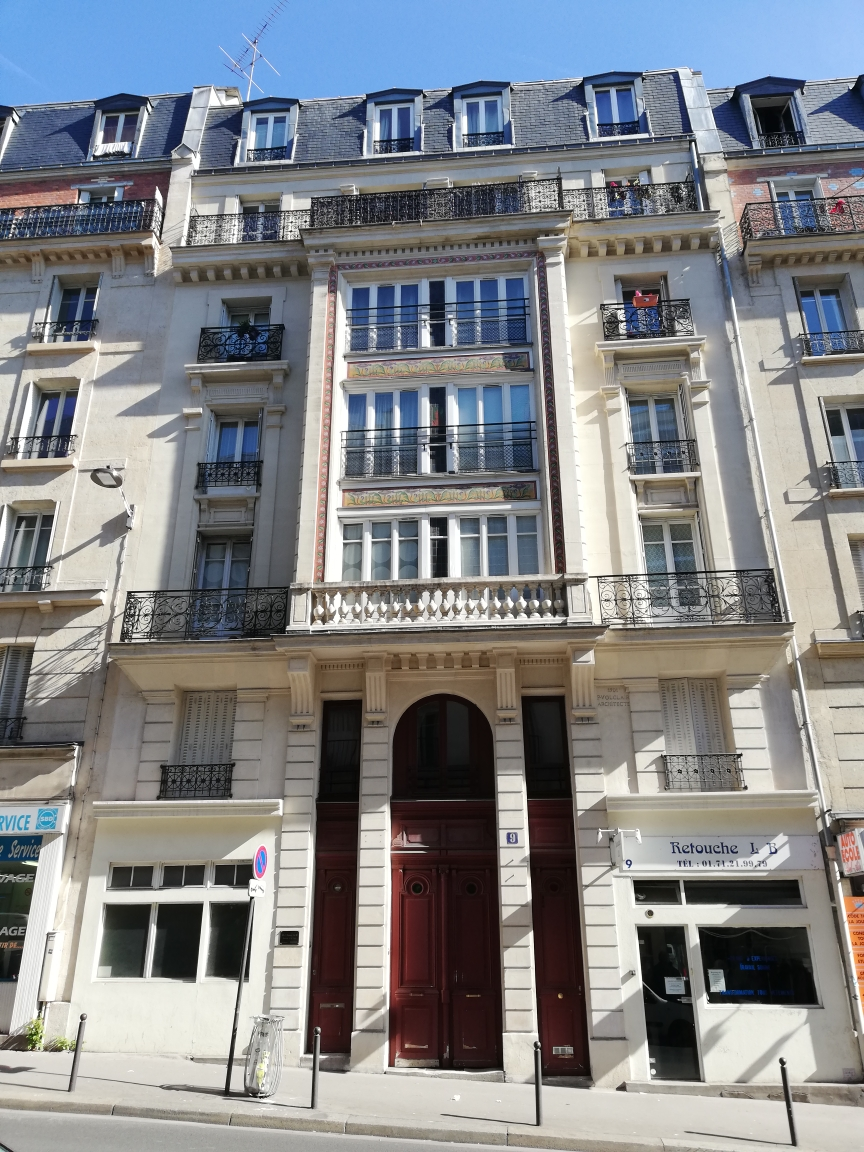
9 rue Louis Braille
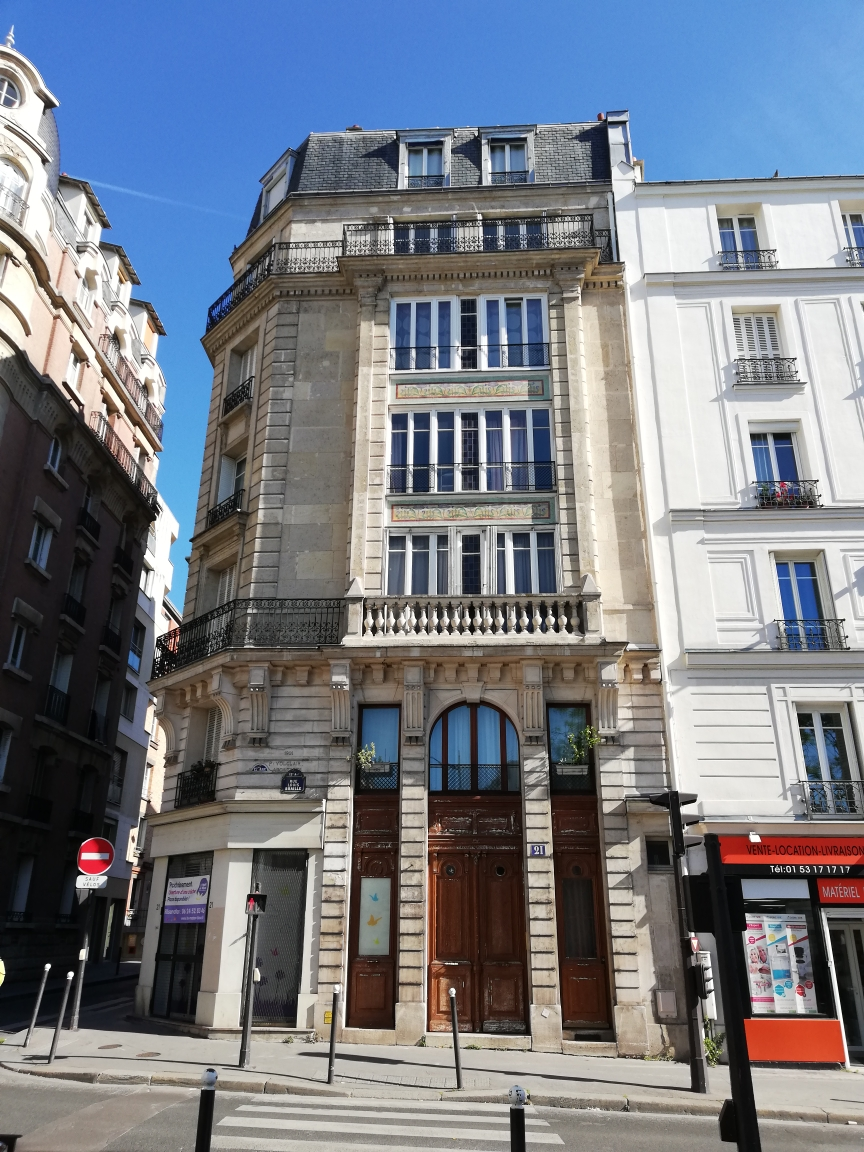
21 rue Louis Braille
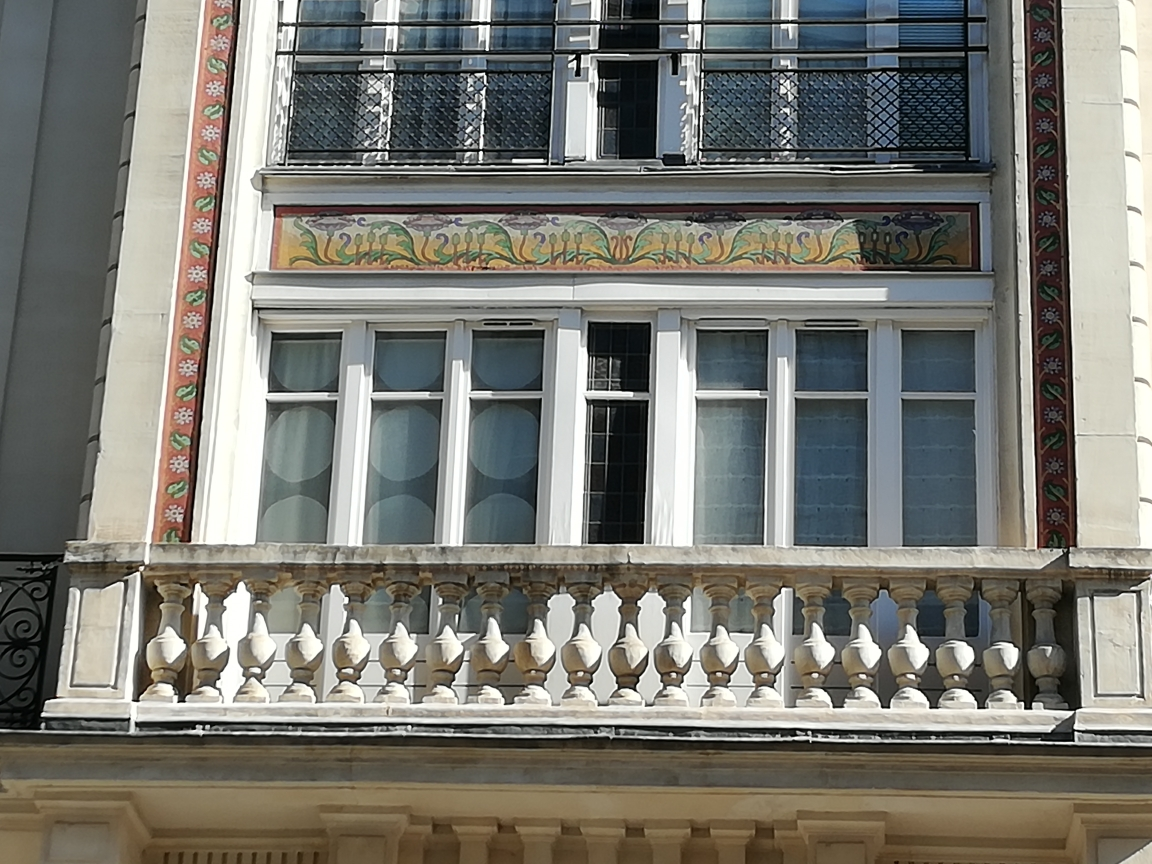
Détail